# Джевхери, Неджметтин
Неджметтин Джевхери (1930 — 5 сентября 2023) — турецкий фермер, юрист и политик. Занимал министерские посты в нескольких составах правительства. Входил в состав Демократической партии, партии Справедливости и партии верного пути.

## Биография
Родился в 1930 году в Шанлыурфе. Происходил из курдского племени Шейханлы. Хаджи Омер, отец Неджметтина, во время войны за независимость участвовал в обороне Урыв и был награждён медалью независимости за участие в боях против английских и французских войск в 1920 году. Впоследствии Хаджи Омер был избран в 1950 году членом Великого национального собрания, в 1952 году, будучи депутатом, умер. Мать Неджметтина Джевхери, Фатьма-ханым, умерла когда он был ещё маленьким. После принятия в 1934 году закона о переселении, семья Неджметтина была вынуждена переехать сначала в Амасью, затем в Адану.
Из-за переездов школьное образование Неджметтин Джевхери получил в школах 3 городов. После этого он окончил Галатасарайский лицей и юридический факультет Анкарского университета

### Карьера
В 1951 году вступил в Демократическую партию. После окончания университета работал в сфере сельского хозяйства, с 1957 года — юристом. В том же году возглавил региональное отделение партии.
После запрета Демократической партии в 1960 году Джевхери вступил в партию справедливости, в 1963 году возглавил её региональное отделение в Шанлыурфе. В 1965 году был избран в Великое национальное собрание, в 1969 году — переизбран. В том же году назначен министром туризма. Занимал посты во втором и третьем правительствах Демиреля до 1971 года. В 1977 году был назначен министром юстиции в очередном правительстве Демиреля и занимал этот пост до 1978 года.
После запрета партии справедливости Джевхери стал одним из сооснователей партии верного пути, но не мог заниматься политической деятельностью до 1987 года из-за запрета наложенного на него военными, совершившими государственный переворот в 1980 году. В 1990 году был избран членом Великого национального собрания, в 1995 году — переизбран. В 1991-93 годах был министром сельского хозяйства в правительстве Демиреля. Был одним из кандидатов на должность председателя партии верного пути, освободившуюся после избрания Демиреля президентом Турции, но снял кандидатуру. Лидером партии стала Тансу Чиллер, которая обошла Кёксала Топтана и Мехмета Дюлгера.
В октябре 1995 года недолгое время занимал пост вице-премьера в правительстве Тансу Чиллер. Перед парламентскими выборами 1999 года Джевхери выиграл партийные выборы и возглавил список кандидатов, но Чиллер решила пересмотреть список. Несмотря на это, Джевхери всё же был избран. После этого инцидента Джевхери, Эсат Кыратлыоглу и Нахит Ментеше стали противниками Чиллер. В 2002 году ушёл из политики.
2 августа 2021 года умерла Юксель Джевхери — жена Неджметтина. Её похоронили в Анкаре. У Неджметтина и Юксель было двое детей, мальчик и девочка. Сын Неджметтина Ибрагим Джевхер тоже стал политиком, избирался членом Великого национального собрания от партии верного пути в 1995 году, одновременно с отцом. Племянник Неджметтина Мехмет Али Джевхери избирался членом Великого национального собрания от партии справедливости и развития.
5 сентября 2023 года Неджметтин Джевхери умер в госпитале Анкары. Похороны были организованы Великим национальным собранием, похоронен на кладбище Джебеджи Асри. Церемонию прощания с Джевхери посетили ряд турецких политиков, в том числе Кемаль Кылычдароглу, Девлет Бахчели, Мераль Акшенер, Бюлент Арынч, Кёксал Топтан и Мехмет Али Шахин.